# Ordine di Mubarak il Grande
L'Ordine di Mubarak il Grande è un ordine cavalleresco del Kuwait.

## Storia
L'Ordine venne fondato il 16 luglio 1974 dal governo nazionale per celebrare la memoria di Mubarak Al-Sabah detto il Grande, sceicco del Kuwait dal 1896 al 1915, il quale nel 1897 riuscì ad ottenere un riconoscimento indipendentista dall'Impero ottomano a favore del Kuwait.
L'Ordine viene concesso ai capi di Stato e sovrani stranieri ed ai membri delle famiglie reali straniere in segno di amicizia.

## Classi
L'Ordine dispone delle seguenti classi di benemerenza:
- Collare
- Gran Cordone

## Insegne
- Il collare dell'Ordine è composto di un medaglione dorato con una decorazione ad anello con motivi a fiori, con al centro un medaglione riportante una barca a vela (stemma nazionale dell'emirato). Il corpo del collare è alternato da quadrati smaltati d'azzurro riportanti una barca a vela e da stelle a 10 punte smaltate di bianco riportante in centro il monogramma del Kuwait.
- Il nastro del gran collare è blu con una striscia bianca per parte.

## Insigniti notabili
- 1997 - Mahathir Mohamad[1]